# Свети Георги (железопътна спирка)
Вижте пояснителната страница за други значения на Свети Георги.
Свети Георги е железопътна спирка на теснопътната железопътна линия Септември – Добринище, на km 121+273.

## Местоположение
Разположена е в югозападната част на Разложката котловина. Отстои на 1,3 km източно-югоизточнно от Банско и на 3,3 km западно-северозападно от Добринище. В непосредствена близост до спирката е църквата „Свети Георги“.

## История
Открита е през 2005 година. Наименувана е на едноименната местност, в която е разположена.